# Менедем (киник)
Мене́дем (др.-греч. Μενέδημος; предп. IV или III век до н. э.) — киник, ученик Колота Лампсакского (киника Менедема не следует путать с Менедемом Эретрийским).
Менедем упоминается в сочинении Диогена Лаэртского «О жизни, учениях и изречениях знаменитых философов». Менедем так увлекался чудесным, что расхаживал одетый Эринией и говорил, что «вышел из Аида к дозору за грешниками, чтобы потом вновь сойти под землю и доложить о том преисподним божествам». Одежда Менедема в глазах грека выглядела диковато, если не сказать вызывающе: тёмный хитон до пят, поверх него пурпурный пояс, на голове аркадский колпак, расшитый двенадцатью небесными знаками, трагические котурны, длиннейшая борода и ясеневый посох в руке. Трудно сказать, за что греки отнесли Менедема к собственно киникам; кроме этих сведений о Менедеме ничего не сохранилось.